# Episodi di Blue Bloods (settima stagione)
La settima stagione della serie televisiva Blue Bloods è stata trasmessa in prima visione assoluta negli Stati Uniti d'America sul canale CBS dal 23 settembre 2016 al 5 maggio 2017.
In Italia la stagione è andata in onda su Rai 2 dal 13 gennaio al 27 agosto 2017.
| n° | Titolo originale        | Titolo italiano                     | Prima TV USA      | Prima TV Italia  |
| -- | ----------------------- | ----------------------------------- | ----------------- | ---------------- |
| 1  | The Greater Good        | Sotto accusa                        | 23 settembre 2016 | 13 gennaio 2017  |
| 2  | Good Cop Bad Cop        | Poliziotto buono poliziotto cattivo | 30 settembre 2016 | 26 febbraio 2017 |
| 3  | The Price of Justice    | Il prezzo della giustizia           | 7 ottobre 2016    | 5 marzo 2017     |
| 4  | Mob Rules               | Regole mafiose                      | 14 ottobre 2016   | 12 marzo 2017    |
| 5  | For the Community       | Predizioni e raggiri                | 21 ottobre 2016   | 26 marzo 2017    |
| 6  | Whistleblowers          | Difesa ad oltranza                  | 28 ottobre 2016   | 2 aprile 2017    |
| 7  | Guilt by Association    | Colpevole per associazione          | 4 novembre 2016   | 9 aprile 2017    |
| 8  | Personal Business       | Priorità                            | 11 novembre 2016  | 16 aprile 2017   |
| 9  | Confessions             | Confessioni                         | 18 novembre 2016  | 23 aprile 2017   |
| 10 | Unbearable Loss         | Uniti nel dolore                    | 9 dicembre 2016   | 30 aprile 2017   |
| 11 | Genetics                | Genetica                            | 6 gennaio 2017    | 28 maggio 2017   |
| 12 | Not Fade Away           | Non svanirà                         | 13 gennaio 2017   | 4 giugno 2017    |
| 13 | The One That Got Away   | Quello che se n'è andato            | 20 gennaio 2017   | 11 giugno 2017   |
| 14 | In & Out                | Dentro e fuori                      | 3 febbraio 2017   | 18 giugno 2017   |
| 15 | Lost Souls              | Anime perse                         | 10 febbraio 2017  | 25 giugno 2017   |
| 16 | Hard Bargain            | Trattativa difficile                | 17 febbraio 2017  | 2 luglio 2017    |
| 17 | Shadow of a Doubt       | L'ombra del dubbio                  | 10 marzo 2017     | 9 luglio 2017    |
| 18 | A Deep Blue Goodbye     | Un addio blu scuro                  | 31 marzo 2017     | 16 luglio 2017   |
| 19 | Love Lost               | Amore perduto                       | 7 aprile 2017     | 23 luglio 2017   |
| 20 | No Retreat No Surrender | Nessuna ritirata, nessuna resa      | 14 aprile 2017    | 30 luglio 2017   |
| 21 | Foreign Interference    | Interferenze esterne                | 28 aprile 2017    | 20 agosto 2017   |
| 22 | The Thin Blue Line      | La sottile linea blu                | 5 maggio 2017     | 27 agosto 2017   |